# Hermann Kriebel

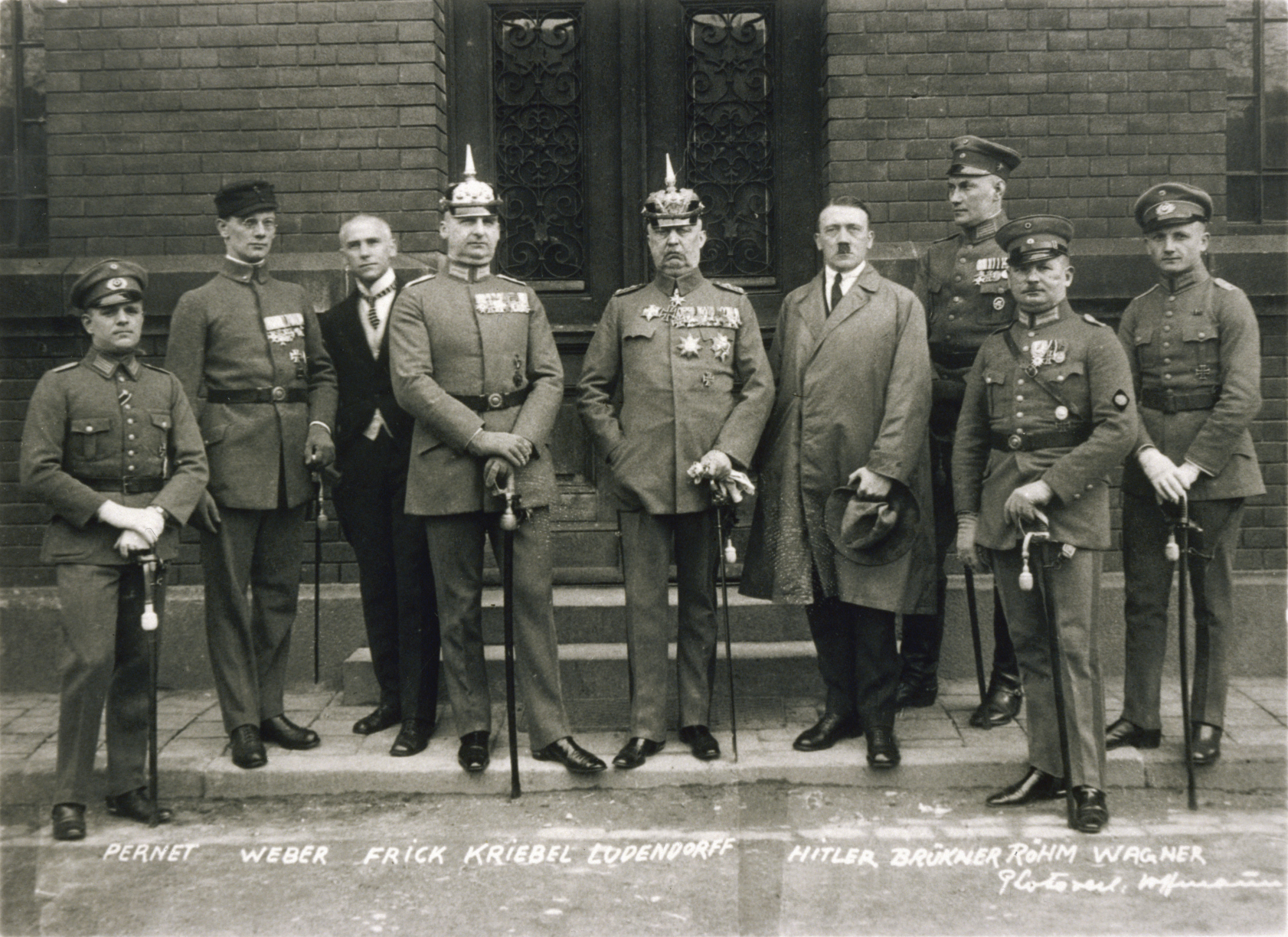
Nio av de tio åtalade vid den rättegång som följde på ölkällarkuppen. Från vänster till höger ses Heinz Pernet, Friedrich Weber, Wilhelm Frick, Hermann Kriebel, Erich Ludendorff, Adolf Hitler, Wilhelm Brückner, Ernst Röhm och Robert Wagner. Ernst Pöhner saknas på fotografiet.

Hermann Karl Theodor Kriebel, född 20 januari 1876 i Germersheim, Pfalz, Tyskland, död 16 februari 1941 i München, Bayern, Tyskland, var en tysk officer, frikårsledare, diplomat och nationalsocialistisk politiker.
Kriebel deltog i Adolf Hitlers ölkällarkupp i november 1923.

## Biografi
Hermann Kriebel var son till den bayerske generalmajoren Karl Kriebel (1834–1895). Efter avslutad skolgång skrev han in sig på Bayerische Kadettenkorps, en officersskola i München. 1894 blev han fänrik, och två år senare löjtnant. Som militär i Kaiserliche Marine deltog Kriebel 1901 i kväsandet av det kinesiska boxarupproret. Under första världskriget kämpade Kriebel till en början i Frankrike. Senare tjänstgjorde han som generalstabsofficer, och under slutet av kriget tillhörde han general Erich Ludendorffs stab.
Efter första världskriget deltog Kriebel i uppbyggandet av Einwohnerwehr, en paramilitär organisation med tydlig antibolsjevikisk prägel. År 1922 kom Kriebel i kontakt med Adolf Hitler, partiordförande för Nationalsozialistische Deutsche Arbeiterpartei (NSDAP). På initiativ av Ernst Röhm bildades i februari 1923 paraplyorganisationen Arbeitsgemeinschaft der Vaterländischen Kampfverbände (AVK), och Hitler föreslog Kriebel som dess militäre ledare. AVK samlade till exempel Friedrich Webers Bund Oberland samt det av Adolf Heiß grundade Reichsflagge. I september 1923 omformades AVK till Deutscher Kampfbund; militär ledare blev Kriebel, och Hitler tog över det politiska ledarskapet. 

### Ölkällarkuppen
Tillsammans med Erich Ludendorff var Kriebel och Hitler de drivande krafterna bakom planeringen av ölkällarkuppen i november 1923. Kuppen, som förövades den 8 och 9 november 1923, misslyckades, och den 1 april 1924 dömdes Kriebel till fem års fängelse. Kriebel avtjänade sitt straff på Landsbergs fästning tillsammans med bland andra Hitler och Weber. Kriebel och Hitler släpptes dock redan den 20 december 1924. Efter frisläppandet utsåg Hitler Kriebel till redaktör för dagstidningen Völkischer Beobachters militära bilaga. Han ägnade sig även åt hemvärnsrörelsen.
År 1929 skickades Kriebel som diplomat till Kina, där han rådgav Chiang Kai-shek i militära frågor. Från 1934 till 1939 tjänstgjorde Kriebel som tysk konsul i Shanghai. Efter en kort tids sjukdom avled Kriebel i februari 1941.